# Teoria del domino

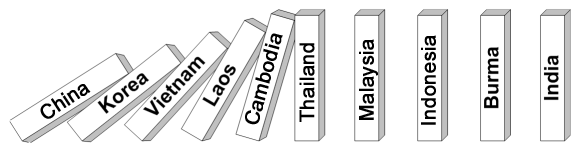
Esemplificazione della teoria del domino

La teoria del domino o del dominio fu una teoria geopolitica statunitense, avanzata sia dai democratici sia dai repubblicani, durante la guerra fredda. 
La teoria postulava il pericolo che, nel caso in cui una nazione chiave in una determinata area fosse stata presa da forze politiche comuniste, le nazioni vicine sarebbero cadute anch'esse come pezzi di un domino, entrando nell'orbita di Mosca l'una dopo l'altra. Il riferimento a questa teoria è specificamente legato alla paura quasi ossessiva del comunismo (da cui la dottrina del contenimento) presente nell'amministrazione statunitense ai tempi della guerra del Vietnam, quando John Fitzgerald Kennedy fu indotto a intervenire in Indocina nell'intenzione di impedire il dilagare del comunismo ai paesi confinanti.

## Storia
Nata dalle idee geopolitche di Spykman, che negli anni quaranta proclamò la necessità di una politica di contenimento nei confronti dell'Unione Sovietica, la teoria del domino venne enunciata per la prima volta dal Presidente Eisenhower, in una conferenza stampa il 7 aprile 1954, e venne originariamente applicata all'Indocina (che comprende il Vietnam). Molti oppositori dell'intervento in Vietnam ritenevano che la teoria fosse enormemente esagerata per giustificare l'interventismo americano. Anni dopo, il Vietnam del Nord e il Vietnam del Sud furono riunificati nella Repubblica Socialista del Vietnam, nel 1975, secondo quanto era già stato stabilito dalla Conferenza di Ginevra (1954), anche Laos divenne una Repubblica Popolare Democratica del Laos e la Cambogia, divenne per pochi anni la Kampuchea Democratica, spingendo alcuni a concludere che la teoria del domino era stata confermata. Altri fecero notare che il Laos era stato dominato dal Vietnam del Nord per anni e che i Khmer rossi cambogiani erano nemici dei vietnamiti.
Richard Nixon disse una volta che il più forte argomento a favore della teoria del domino era che "i pezzi del domino ci credono", e quindi c'era spesso paura, nelle nazioni confinanti con stati comunisti, che i loro governi fossero a rischio di "sovversione". Questa paura portò a politiche come quelle dell'alleanza NATO e ad altre forme di contenimento, dedicate a proteggere le nazioni non-comuniste dal "cadere". Comunque, contrariamente alle previsioni, la Cambogia è diventata una monarchia parlamentare, la Thailandia e la Malaysia sono rimaste una monarchia, l'Indonesia, la Birmania e l'India sono rimaste una repubblica.
Alcuni studiosi di sinistra, in particolare Noam Chomsky, credono che la "vera teoria del domino" era che se una nazione si sviluppava con successo in uno stato socialista, indipendente da interferenze straniere, le altre nazioni avrebbero seguito il suo esempio. Chomsky chiamò questa la "minaccia del buon esempio", e crede che questa sia la principale ragione per l'intervento statunitense in nazioni altrimenti insignificanti come Cuba, Guatemala, Timor Est e Angola. Questa teoria è stata criticata per aver minimizzato il ruolo dell'Unione Sovietica nel Terzo Mondo.

## Conseguenze
La principale conseguenza della teoria del domino per gli Stati Uniti è stato l'impegno sempre più gravoso nel Sud Est asiatico e in particolare la guerra del Vietnam, che ha portato le varie amministrazioni americane al collasso economico e infine a ritirare la propria protezione al Vietnam del Sud.

## Sviluppi contemporanei
La teoria del domino è stata abbandonata da molti dei suoi originali propositori, perché si è dimostrata errata ma continua a essere usata come argomento per gli interventi militari del complesso militare-industriale. Attualmente viene spesso applicata negli Stati Uniti per richiamare l'attenzione sulla potenziale diffusione nel Medio Oriente, sia della teocrazia Islamica sia della democrazia liberale.
Durante la Guerra Iran-Iraq, gli Stati Uniti, e molte altre nazioni occidentali, appoggiarono l'Iraq, temendo una diffusione della teocrazia radicale iraniana in tutta la regione. Durante la seconda guerra del Golfo del 2003, molti neoconservatori americani hanno sostenuto che invadendo l'Iraq sarebbe stato possibile implementare un governo democratico e diffondere democrazia e liberalismo in tutto il Medio Oriente.
Dopo la scomparsa del comunismo sovietico, la Cina è diventata la nazione in più rapida crescita del mondo e il Vietnam uno dei più vivaci mercati del Sud-Est asiatico. La teoria del domino si è rivelata essere esatta non per il comunismo, ma per il capitalismo globale.